# Karl Fuchs (Jurist)

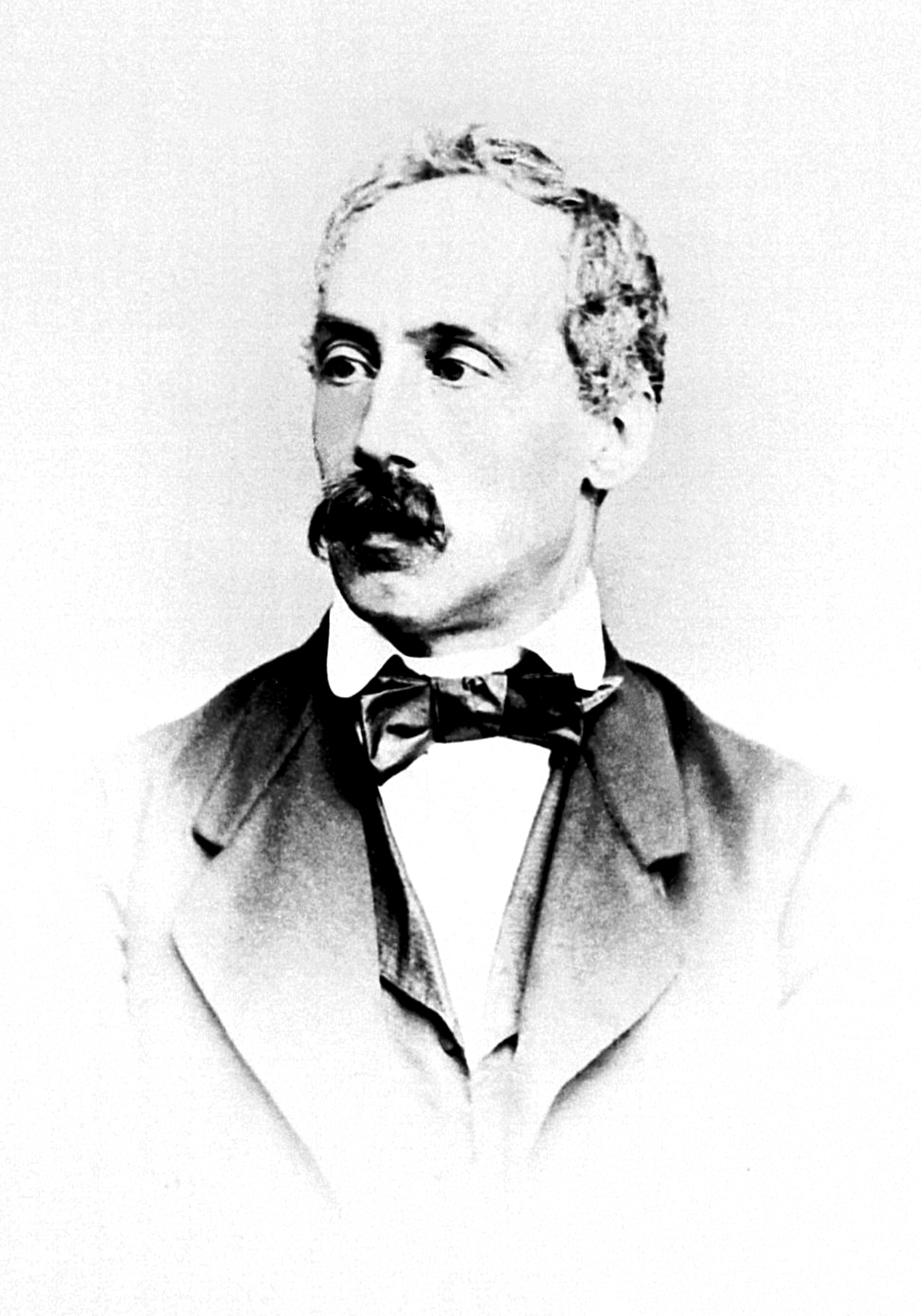
Karl Philipp Fuchs

Karl Philipp Fuchs (* 16. Juni 1821 in Hanau; † 20. Oktober 1884 in Marburg) war ein deutscher Hochschulrektor und Abgeordneter des Kurhessischen Kommunallandtages.

## Leben
Karl Fuchs wurde als Sohn des Finanzkammerprüfers Johann Peter Fuchs und dessen Gemahlin Marie Catharine Haueisen geboren. Nach dem Abitur am Gymnasium Hanau studierte er Rechtswissenschaften an der Philipps-Universität Marburg und der Ruprecht-Karls-Universität Heidelberg. Nach seinem juristischen Staatsexamen nahm er die Stelle eines Referendars am Obergericht Hanau ein, wo er später Gerichtsassessor wurde. 1851 promovierte er zum Dr. jur. und habilitierte sich an der Universität Marburg in den Bereichen Zivil- und Kriminalprozessrecht sowie Pandektenrecht. Hier wurde er 1863 ordentlicher Professor der Rechte. Diesen Lehrstuhl besaß  er bis 1884. In der Zeit vom 25. Oktober 1868 bis Oktober 1876 hatte er ein Mandat im Kurhessischen Kommunallandtag des Regierungsbezirks Kassel. 
1868 war er Prorektor der Universität Marburg, 1878 deren Rektor. Er leitete als Dekan die Juristische Fakultät der Universität.
Fuchs war von 1871 an ständiges Mitglied des Universitätskuratoriums. Dieses Amt hatte er bis zu seinem Tode inne.

## Auszeichnungen
- 1879 Verleihung des Titels Geheimer Justizrat